# Fürstentum Dubrowiza
Das Fürstentum Dubrowiza (russisch Дубровицкое княжество) war ein Fürstentum der Kiewer Rus um die Burg Dubrowyzja im 12. und 13. Jahrhundert in der heutigen Ukraine.

## Geschichte
Zu 1005 wurde Dubrowiza erstmals erwähnt als Teil des Bistums Turow. Es gehörte damals wahrscheinlich zum Fürstentum Turow.
Für das Jahr 1184 wurde Gleb Jurjewitsch als erster Herrscher von Dubrowiza erwähnt, als er an einem Zug des Kiewer Großfürsten Swjatoslaw Wsewoloditsch gegen die Polowzer teilnahm. Zu 1223 wurde Alexander Glebowitsch von Dubrowiza genannt, als er in der Schlacht an der Kalka fiel. Weitere Fürsten von Dubrowiza sind nicht bekannt.
1240 wurde Dubrowiza von den Reiterheeren der Goldenen Horde zerstört.
1321 kam das Gebiet zum Großfürstentum Litauen. Dort wurde es Teil der Herrschaft der Fürsten Holszański. Im 16. Jahrhundert kam es an die Fürsten Ostroschski.

## Fürsten von Dubrowiza
- Gleb Jurjewitsch (1184)[2], Sohn von Juri Jaroslawitsch, Fürst von Turow
- Alexander Glebowitsch ( –1223), Nachkomme von Gleb Jurjewitsch
- Fürsten Olszanski (14. Jhd.)
- Fürsten Ostroschski (seit 16. Jhd.)